# Longarus
Longarus was een Illyrische koning. Van 231 tot 206 v.Chr. was hij koning van Dardanië. Longarus vocht gedurende zijn heerschappij oorlogen tegen Macedonië, van wie hij veel grondgebied zou annexeren. Longarus werd opgevolgd door zijn zoon Bato, die eveneens tegen de Macedoniërs vocht. Zijn andere zoon Monunius II, die Bato zou opvolgen, was de laatste koning van Dardanië.